# Xã Harmony, Quận Posey, Indiana
Xã Harmony (tiếng Anh: Harmony Township) là một xã thuộc quận Posey, tiểu bang Indiana, Hoa Kỳ. Năm 2010, dân số của xã này là 1.338 người.